# 387
Évszázadok: 3. század – 4. század – 5. század
Évtizedek: 330-as évek – 340-es évek – 350-es évek – 360-as évek – 370-es évek – 380-as évek – 390-es évek – 400-as évek – 410-es évek – 420-as évek – 430-as évek
Évek: 382 – 383 – 384 – 385 –  386 – 387 – 388 – 389 – 390 – 391 – 392

## Események

### Római Birodalom
- II. Valentinianus császárt és Eutropiust választják consulnak.
- Az Itáliába benyomuló Magnus Maximus már a fővárost, Mediolanumot fenyegeti. A 16 éves II. Valentinianus császár családjával együtt Thessalonicába menekül. A keleti birodalomrész császára, Theodosius biztosítja őt a támogatásáról és szövetségük megerősítéseképpen feleségül veszi Valentinianus nővérét, Gallát.
- Theodosius megerősíti a békeszerződést a Szászánida Birodalommal, amelyben kettéosztják Örményországot, Ibéria pedig perzsa befolyás alá kerül.
- A megemelt adók miatt zavargások törnek ki Antiochiában és több középületet felgyújtanak.

## Születések
- Vardan Mamikonian, örmény hadvezér

## Halálozások
- Szent Mónika, Hippói Szent Ágoston anyja

## Fordítás
- Ez a szócikk részben vagy egészben  a(z)   387 című angol Wikipédia-szócikk ezen változatának fordításán alapul.  Az eredeti cikk szerkesztőit annak laptörténete sorolja fel. Ez a jelzés csupán a megfogalmazás eredetét és a szerzői jogokat jelzi, nem szolgál a cikkben szereplő információk forrásmegjelöléseként.